# Oratório de Santa Bárbara (Roma)

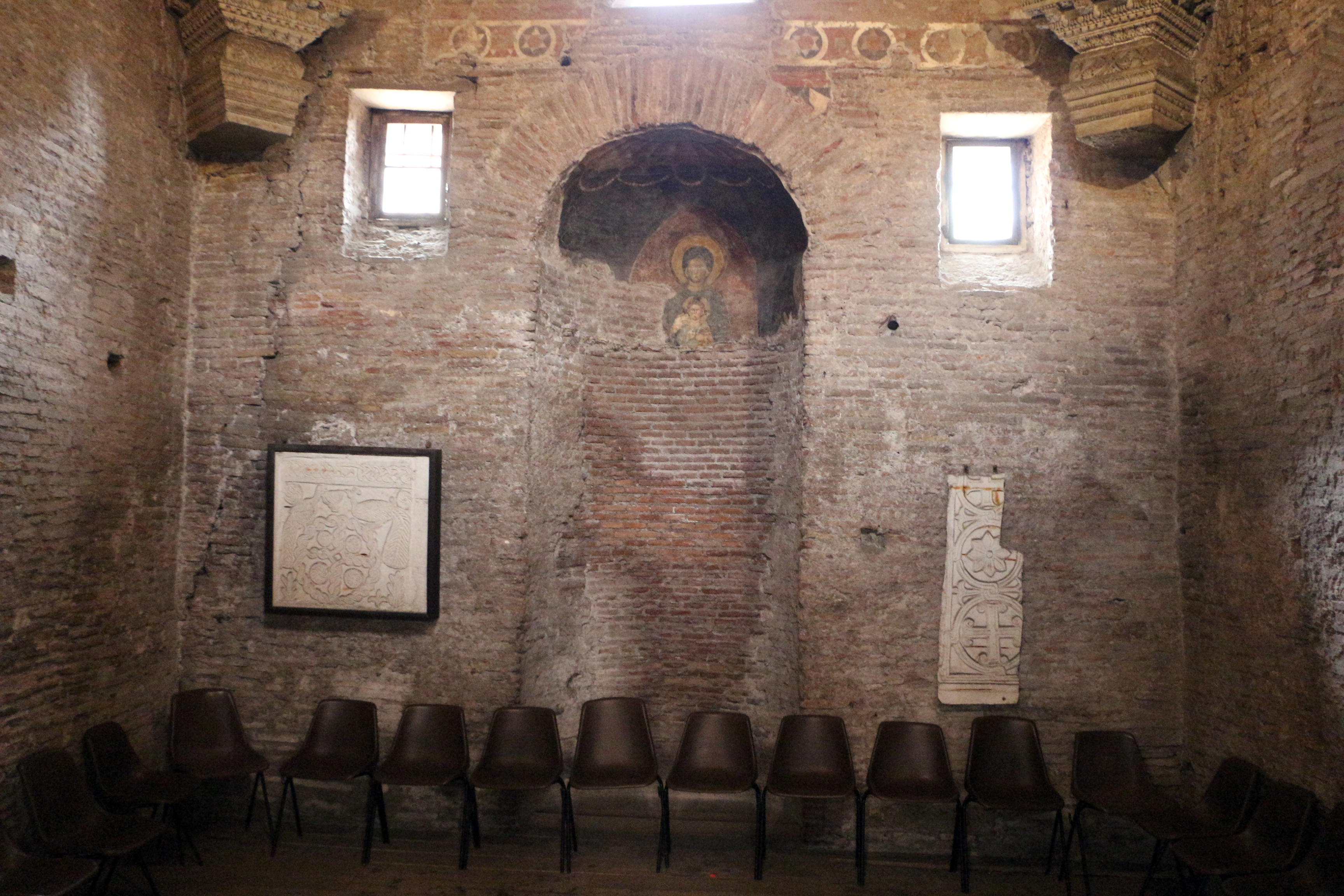
Vista do interior

O Oratório de Santa Bárbara (em italiano: Oratorio di Santa Barbara) é um oratório localizado no interior do mosteiro da basílica de Santi Quattro Coronati, no rione Celio de Roma. É dedicado a Santa Bárbara.

## História

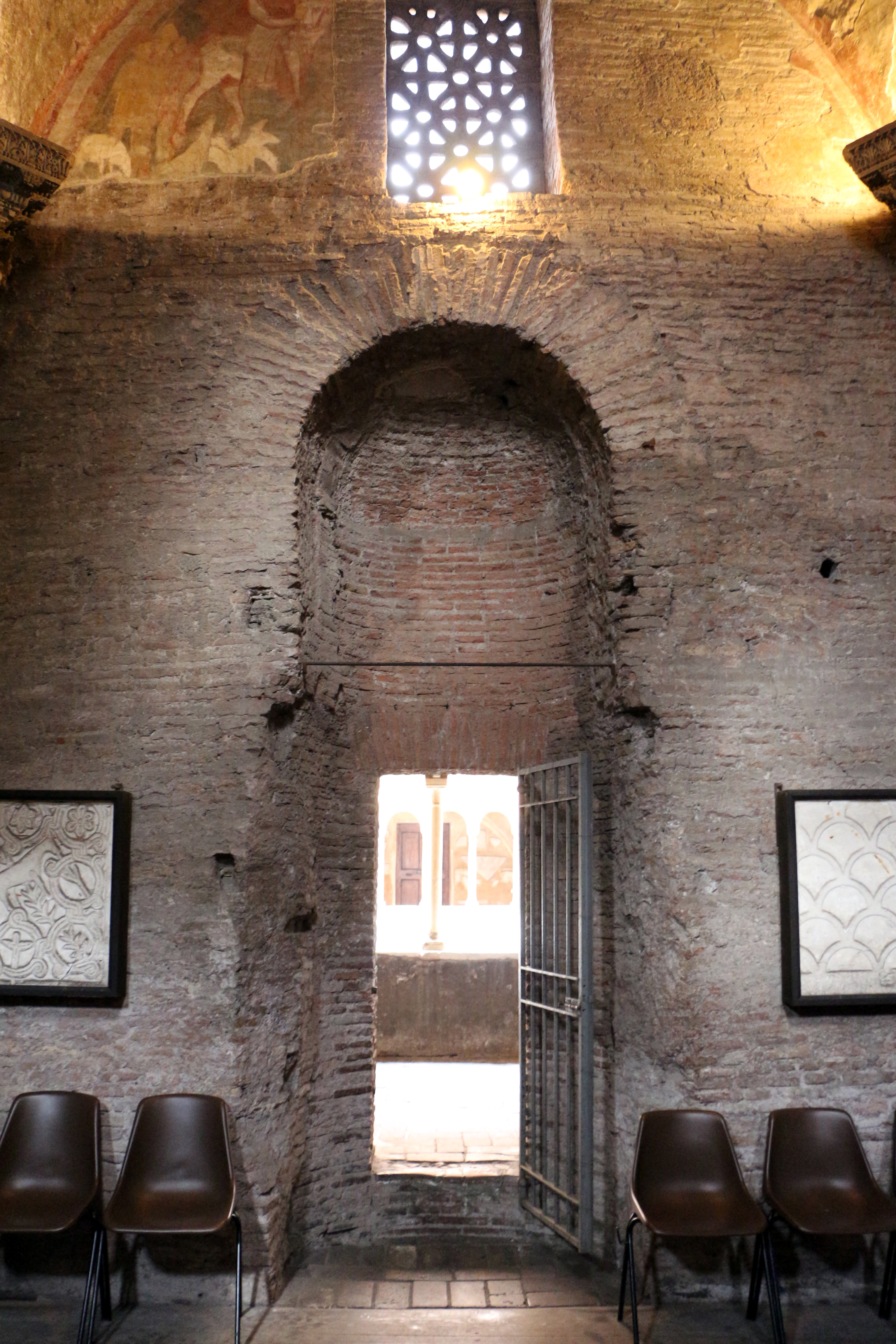
Vista do interior.

Nas fontes antigas, esta capela é citada pela primeira e única vez no Liber Pontificalis na biografia do papa Leão IV (r. 847-855) por causa das doações feitas por ele "in oratorio beatae Barbarae qui consitum est infra ecclesiam sanctorum IIII Coronatorum". Originalmente ela era uma capela lateral da antiga basílica, no corredor esquerdo da nave. A reestruturação medieval desa última a deixou isolada e hoje o oratório é acessível somente a partir do claustro anexo ao mosteiro da basílica.

## Descrição

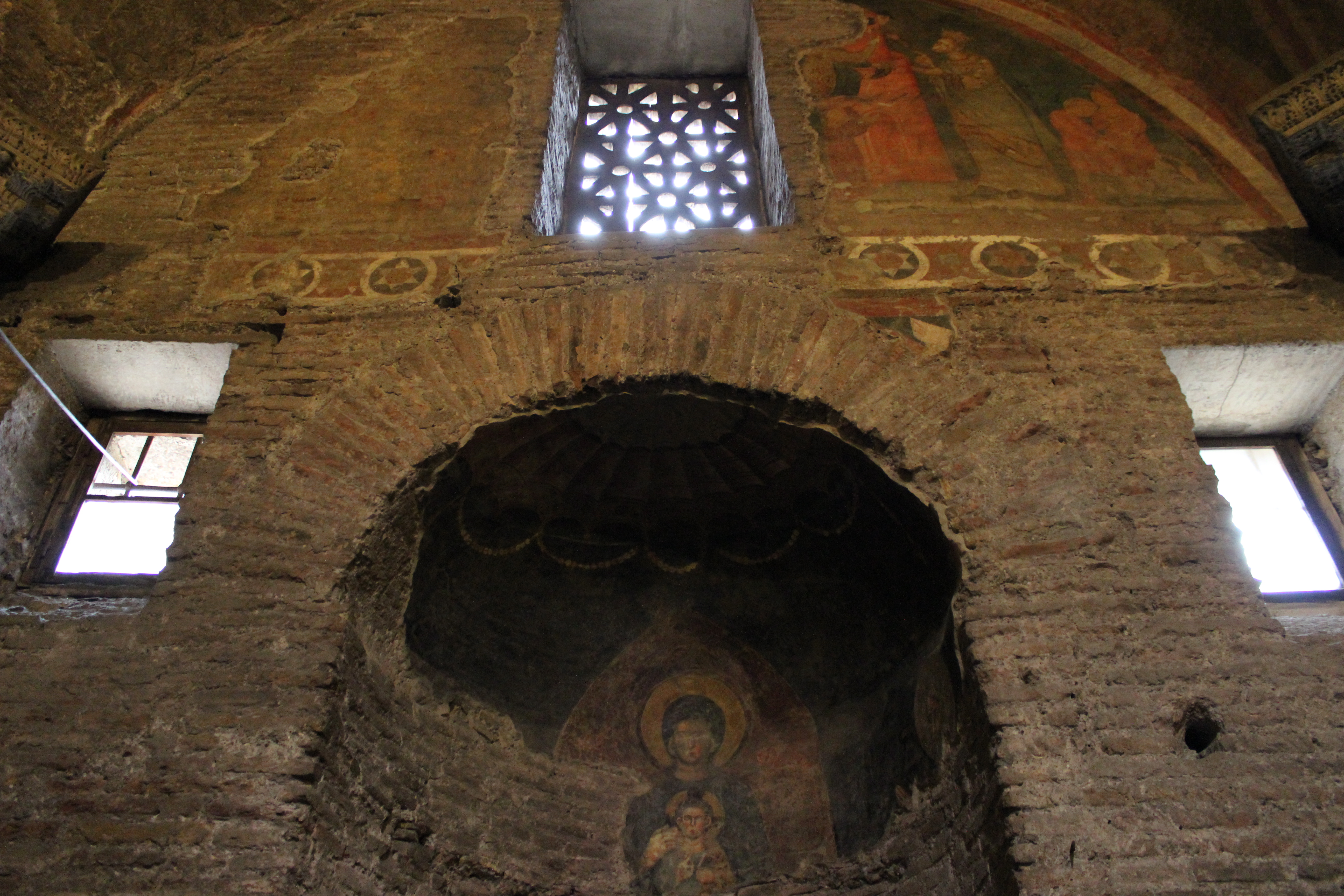
Detalhe dos afrescos.

O oratório tem uma planta trapezoidal quase quadrada com três absides em três lados e o espaço é coberto por uma abóbada em cruzaria assentada sobre quatro mísulas de mármore. Nas absides estão restos de afrescos datados do século IX, mas muito deteriorados. Os demais, também bastante danificados, são do século XIV: nas paredes ainda é possível reconhecer a "História de Santa Bárbara", na abóbada, os "Símbolos dos Apóstolos" e na abside leste, uma "Virgem com o Menino".
Do lado oposto da basílica, simétrica a esta antiga capela, esta uma outra, conhecida como San Nicola, que não é acessível ao público por estar no interior da clausura monástica.